# Mastrus atricornis
Mastrus atricornis là một loài tò vò trong họ Ichneumonidae.